# Campeonato de Invierno 2015 (Costa Rica)
El Campeonato de Invierno 2015 fue el 105.º campeonato, iniciará la temporada 2015/16 de la Primera División de Costa Rica. El campeonato es organizado por la FPD (Fútbol de Primera División Costa Rica). El equipo Deportivo Saprissa se proclamó campeón de la temporada y logró su título número 32 (récord).
En esta edición aumentó el número de Provincias representadas, pasando de 5 a 6 gracias al ascenso del Municipal Liberia.

## Ascenso y descenso
| Pos | del Verano 2015    |
| --- | ------------------ |
| 12º | AS Puma Generaleña |

| Pos | de la Clausura 2015 |
| --- | ------------------- |
| 1º  | Municipal Liberia   |

## Formato

### Fase de clasificación
Como en temporadas precedentes, constará de un grupo único integrado por 12 clubes de toda la geografía costarricense. Siguiendo un sistema de liga, los 12 equipos se enfrentan todos contra todos en dos ocasiones —una en campo propio y otra en campo contrario— sumando un total de 22 jornadas. El orden de los encuentros se decidirá por sorteo antes de empezar la competición.
La clasificación final se establecerá con arreglo a los puntos obtenidos en cada enfrentamiento, a razón de tres por partido ganado, uno por empatado y ninguno en caso de derrota.

### Fase final
Al finalizar la temporada regular, los equipos ubicados en los primeros cuatro puestos clasificarán a una fase de semifinales, en la que se enfrentarán el 1° contra el 4° y el 2° contra el 3° en partidos de ida y vuelta, jugándose la vuelta en casa del equipo mejor clasificado.
Los ganadores de las semifinales jugarán la final, de igual forma en partidos de ida y vuelta cerrando en casa del mejor clasificado, el ganador tendrá un puesto en la Concacaf Liga Campeones 2016-17.

## Equipos participantes

### Ascenso y descenso
| Pos | del Verano 2015    |
| --- | ------------------ |
| 12º | AS Puma Generaleña |

| Pos | de la Clausura 2015 |
| --- | ------------------- |
| 1º  | Municipal Liberia   |

### Equipos, entrenadores y estadios
| Provincia  | Club               | Ciudad              | Entrenador                 | Estadio                    | Aforo  | Marca           | Socio de TV |
| ---------- | ------------------ | ------------------- | -------------------------- | -------------------------- | ------ | --------------- | ----------- |
| San José   | Club de Fútbol UCR | Sabanilla           | Guilherme Farinha          | Estadio Ecológico          | 3.500  | Propia          | Repretel    |
| San José   | CS Uruguay         | Vázquez de Coronado | Martín Cardetti            | El Labrador                | 4.005  | Lotto           | Repretel    |
| San José   | Deportivo Saprissa | Tibás               | Carlos Watson              | Ricardo Saprissa           | 23.000 | Kappa           | Teletica    |
| San José   | Pérez Zeledón      | Pérez Zeledón       | Flavio Da Silva            | Municipal de Pérez Zeledón | 7.000  | Canastico       | Teletica    |
| Alajuela   | AD Carmelita       | El Carmen           | Harold López               | Morera Soto                | 4.000  | Sportek         | Repretel    |
| Alajuela   | LD Alajuelense     | Alajuela            | Hernán Torres              | Alejandro Morera Soto      | 17.000 | Puma            | Repretel    |
| Heredia    | Belén FC           | Belén               | José Giacone               | Rosabal Cordero            | 8.700  | Monarca         | Repretel    |
| Heredia    | CS Herediano       | Heredia             | Odir Jacques               | Rosabal Cordero            | 8.700  | Umbro           | Repretel    |
| Limón      | Limón FC           | Limón               | Horacio Esquivel           | Juan Gobán                 | 4.500  | Roma Sportsgear | Repretel    |
| Limón      | Santos de Guápiles | Guapíles            | Johnny Chaves              | Ebal Rodríguez             | 6.000  | Livin Sport     | Teletica    |
| Cartago    | Cartaginés         | Cartago             | César Eduardo Méndez       | José Rafael "Fello" Meza   | 13.500 | Lotto           | Teletica    |
| Guanacaste | Municipal Liberia  | Liberia             | Erick Rodríguez Santamaría | Edgardo Baltodano          | 6.000  | Sportek         | Teletica    |

### Cambios de entrenadores
| Equipo             | Entrenador (jornadas)                                                                   |
| ------------------ | --------------------------------------------------------------------------------------- |
| CS Cartaginés      | Claudio Ciccia (1-4) César Eduardo Méndez (5-...)                                       |
| Municipal Liberia  | Orlando De León † (1-4) Gustavo Martínez (5-12) Erick Rodríguez (13-...)                |
| UCR                | Omar Royero (1-5) Guilherme Farinha (6-...)                                             |
| Perez Zeledón      | José Eugenio Jiménez (1-7) Freddy Fernández * (8-10) Flavio Da Silva (11-...)           |
| Deportivo Saprissa | Jeaustin Campos (1-9) Douglas Sequeira * (10-16) Carlos Watson * (17-...)               |
| Belén FC           | Gerardo Ureña (1-9) Kenneth Barrantes * (10-11) Juan Cruz (12-16) José Giacone (17-...) |
| AD Carmelita       | Hugo Robles (1-19) Harold López * (20-...)                                              |

† Fallecimiento
* Interino

## Clasificación

### Tabla de posiciones
|  |     | Equipo                    |  | PJ | G  | E | P  | GF | GC | Dif | Pts |
|  | --- | ------------------------- |  | -- | -- | - | -- | -- | -- | --- | --- |
|  | 1.  | Alajuelense               |  | 22 | 13 | 6 | 3  | 42 | 17 | +25 | 45  |
|  | 2.  | Herediano                 |  | 22 | 13 | 4 | 5  | 31 | 15 | +16 | 43  |
|  | 3.  | Deportivo Saprissa        |  | 22 | 11 | 6 | 5  | 45 | 19 | +26 | 39  |
|  | 4.  | Limón                     |  | 22 | 10 | 7 | 5  | 39 | 33 | +6  | 37  |
|  | 5.  | Cartaginés                |  | 22 | 10 | 6 | 6  | 31 | 32 | -1  | 36  |
|  | 6.  | Santos de Guápiles        |  | 22 | 9  | 7 | 6  | 32 | 32 | 0   | 34  |
|  | 7.  | Universidad de Costa Rica |  | 22 | 8  | 3 | 11 | 30 | 25 | +5  | 27  |
|  | 8.  | Uruguay de Coronado       |  | 22 | 6  | 6 | 10 | 27 | 32 | -5  | 24  |
|  | 9.  | Belén                     |  | 22 | 5  | 6 | 11 | 27 | 40 | -13 | 21  |
|  | 10. | Municipal Liberia         |  | 22 | 5  | 6 | 11 | 25 | 42 | -17 | 21  |
|  | 11. | Carmelita                 |  | 22 | 5  | 5 | 12 | 12 | 32 | -20 | 20  |
|  | 12. | Municipal Pérez Zeledón   |  | 22 | 3  | 6 | 13 | 22 | 44 | -22 | 15  |

|  |                       |
|  | Zona de Clasificación |
|  | Descenso              |

### Evolución de la clasificación
| Equipo / Jornada | 01 | 02 | 03 | 04 | 05 | 06 | 07 | 08 | 09 | 10 | 11 | 12 | 13 | 14 | 15 | 16 | 17 | 18 | 19 | 20 | 21 | 22 |
| ---------------- | -- | -- | -- | -- | -- | -- | -- | -- | -- | -- | -- | -- | -- | -- | -- | -- | -- | -- | -- | -- | -- | -- |
| Alajuelense      | 1  | 2  | 3  | 4  | 2  | 1  | 1  | 2  | 2  | 1  | 1  | 1  | 1  | 1  | 1  | 1  | 1  | 1  | 1  | 1  | 1  | 1  |
| Herediano        | 2  | 1  | 1  | 2  | 1  | 2  | 2  | 1  | 1  | 2  | 2  | 2  | 2  | 2  | 2  | 2  | 2  | 2  | 2  | 2  | 2  | 2  |
| Saprissa         | 3  | 3  | 2  | 3  | 3  | 3  | 4  | 6  | 6  | 4  | 3  | 6  | 8  | 8  | 8  | 7  | 5  | 5  | 4  | 6  | 3  | 3  |
| Limón FC         | 7  | 7  | 6  | 7  | 7  | 4  | 5  | 3  | 4  | 6  | 6  | 7  | 6  | 7  | 4  | 3  | 6  | 6  | 5  | 4  | 5  | 4  |
| Cartaginés       | 6  | 5  | 7  | 8  | 8  | 8  | 10 | 11 | 10 | 8  | 8  | 8  | 7  | 5  | 3  | 4  | 3  | 3  | 6  | 5  | 4  | 5  |
| Santos           | 5  | 6  | 4  | 1  | 4  | 5  | 3  | 5  | 5  | 3  | 4  | 3  | 3  | 3  | 5  | 6  | 4  | 4  | 3  | 3  | 6  | 6  |
| UCR              | 10 | 11 | 12 | 12 | 12 | 11 | 9  | 10 | 11 | 11 | 11 | 9  | 9  | 9  | 9  | 9  | 7  | 7  | 7  | 7  | 7  | 7  |
| CS Uruguay       | 12 | 12 | 9  | 5  | 5  | 7  | 6  | 4  | 3  | 5  | 5  | 4  | 5  | 4  | 6  | 5  | 8  | 8  | 8  | 8  | 8  | 8  |
| Belén FC         | 9  | 10 | 8  | 9  | 10 | 9  | 11 | 8  | 9  | 9  | 10 | 10 | 10 | 11 | 11 | 10 | 10 | 10 | 10 | 10 | 11 | 9  |
| Liberia          | 4  | 4  | 5  | 6  | 6  | 6  | 7  | 7  | 8  | 10 | 9  | 11 | 11 | 10 | 10 | 11 | 11 | 11 | 11 | 11 | 9  | 10 |
| Carmelita        | 11 | 9  | 11 | 10 | 9  | 10 | 8  | 9  | 7  | 7  | 7  | 5  | 4  | 6  | 7  | 8  | 9  | 9  | 9  | 9  | 10 | 11 |
| Pérez Zeledón    | 8  | 8  | 10 | 11 | 11 | 12 | 12 | 12 | 12 | 12 | 12 | 12 | 12 | 12 | 12 | 12 | 12 | 12 | 12 | 12 | 12 | 12 |

- Actualizado el:'9 de diciembre'

## Jornadas

### Fase de Clasificación
| CS Herediano       | 4 - 0 | AD Carmelita       | Estadio "Coyella" Fonseca         | 1 de agosto | Repretel |
| Municipal Liberia  | 2 - 0 | Universidad de CR  | Estadio Edgardo Baltodano Briceño | 2 de agosto | Teletica |
| Limón FC           | 2 - 2 | CS Cartaginés      | Estadio Juan Gobán                | 2 de agosto | Repretel |
| Belén FC           | 0 - 2 | Deportivo Saprissa | Estadio Rosabal Cordero           | 2 de agosto | Repretel |
| Santos de Guápiles | 1 - 0 | Pérez Zeledón      | Estadio Ebal Rodríguez            | 2 de agosto | Teletica |
| LD Alajuelense     | 3 - 0 | CS Uruguay         | Estadio Morera Soto               | 2 de agosto | Repretel |

| Universidad de CR          | 0 - 1 | Limón FC           | Estadio Ecológico    | 9 de agosto | Repretel |
| Deportivo Saprissa         | 2 - 2 | Santos de Guápiles | Estadio Saprissa     | 9 de agosto | Teletica |
| Municipal de Pérez Zeledón | 1 - 1 | AD Carmelita       | Estadio Keylor Navas | 9 de agosto | Teletica |
| CS Uruguay                 | 0 - 3 | CS Herediano       | Estadio El Labrador  | 9 de agosto | Repretel |
| CS Cartaginés              | 2 - 1 | Belén FC           | Estadio "Fello" Meza | 9 de agosto | Teletica |
| LD Alajuelense             | 1 - 1 | Municipal Liberia  | Estadio Morera Soto  | 9 de agosto | Repretel |

| Limón FC             | 0 - 2 | LD Alajuelense          | Estadio Juan Goban                | 12 de agosto | Repretel |
| AD Carmelita         | 0 - 3 | Deportivo Saprissa      | Estadio Alejandro Morera Soto     | 12 de agosto | [[]]     |
| Municipal Liberia    | 0 - 1 | CS Uruguay              | Estadio Edgardo Baltonado Briceño | 12 de agosto | Teletica |
| Belén FC             | 3 - 2 | Universidad de CR       | Estadio Eladio Rosabal Cordero    | 12 de agosto | Repretel |
| Club Sport Herediano | 6 - 0 | Municipal Perez Zeledon | Estadio "Coyella" Fonseca         | 12 de agosto | Repretel |
| Santos de Guápiles   | 3 - 0 | CS Cartaginés           | Estadio "Coyella" Fonseca         | 13 de agosto | Teletica |

| CS Cartaginés      | 1 - 1 | AD Carmelita       | Estadio "Fello" Meza              | 16 de agosto | Teletica |
| Universidad de CR  | 0 - 2 | Santos de Guápiles | Estadio Ecológico                 | 16 de agosto | Repretel |
| Municipal Liberia  | 0 - 0 | Limón FC           | Estadio Edgardo Baltodano Briceño | 16 de agosto | Teletica |
| CS Uruguay         | 4 - 3 | Pérez Zeledón      | Estadio El Labrador               | 16 de agosto | Repretel |
| Deportivo Saprissa | 0 - 0 | CS Herediano       | Estadio Saprissa                  | 16 de agosto | Teletica |
| LD Alajuelense     | 0 - 0 | Belén FC           | Estadio Morera Soto               | 16 de agosto | Repretel |

| AD Carmelita         | 1 - 0 | Universidad de CR  | Estadio Morera Soto     | 22 de agosto    | ExtraTV42 |
| Pérez Zeledón        | 0 - 2 | Deportivo Saprissa | Estadio Keylor Navas    | 23 de agosto    | Teletica  |
| Santos de Guápiles   | 0 - 2 | LD Alajuelense     | Estadio Ebal Rodríguez  | 23 de agosto    | Teletica  |
| Club Sport Herediano | 3 - 0 | CS Cartaginés      | Estadio Rosabal Cordero | 23 de agosto    | Repretel  |
| Belén FC             | 1 - 1 | Municipal Liberia  | Estadio Rosabal Cordero | 27 de agosto    | Repretel  |
| Limón FC             | 1 - 0 | CS Uruguay         | Estadio Juan Gobán      | 2 de septiembre | Repretel  |

| CS Uruguay        | 2 - 0 | Deportivo Saprissa | Estadio El Labrador               | 29 de agosto | Repretel |
| CS Cartaginés     | 1 - 1 | Pérez Zeledón      | Estadio "Fello" Meza              | 30 de agosto | Teletica |
| Limón FC          | 4 - 1 | Belén FC           | Estadio Juan Gobán                | 30 de agosto | Repretel |
| Universidad CR    | 1 - 0 | CS Herediano       | Estadio Nacional                  | 30 de agosto | Repretel |
| Municipal Liberia | 3 - 0 | Santos de Guápiles | Estadio Edgardo Baltodano Briceño | 30 de agosto | Teletica |
| LD Alajuelense    | 3 - 0 | AD Carmelita       | Estadio Morera Soto               | 30 de agosto | Repretel |

| AD Carmelita       | 1 - 0 | Municipal Liberia | Estadio Morera Soto     | 5 de septiembre  | [[]]     |
| Pérez Zeledón      | 0 - 3 | Universidad CR    | Estadio Keylor Navas    | 6 de septiembre  | Teletica |
| Santos de Guápiles | 4 - 2 | Limón FC          | Estadio Ebal Rodríguez  | 6 de septiembre  | Teletica |
| Belén FC           | 1 - 1 | CS Uruguay        | Estadio Rosabal Cordero | 6 de septiembre  | Repretel |
| CS Herediano       | 0 - 0 | LD Alajuelense    | Estadio Rosabal Cordero | 23 de septiembre | Repretel |
| Deportivo Saprissa | 2 - 3 | CS Cartaginés     | Estadio Saprissa        | 29 de noviembre  | Teletica |

| Limón FC          | 1 - 0 | AD Carmelita       | Estadio Juan Gobán                | 9 de septiembre  | Repretel |
| Belén FC          | 5 - 1 | Santos de Guápiles | Estadio Rosabal Cordero           | 9 de septiembre  | Repretel |
| Municipal Liberia | 1 - 4 | CS Herediano       | Estadio Edgardo Baltodano Briceño | 9 de septiembre  | Teletica |
| CS Uruguay        | 2 - 0 | CS Cartaginés      | Estadio El Labrador               | 9 de septiembre  | Repretel |
| LD Alajuelense    | 1 - 0 | Pérez Zeledón      | Estadio Morera Soto               | 16 de septiembre | Repretel |
| Universidad CR    | 2 - 2 | Deportivo Saprissa | Estadio Nacional                  | 23 de septiembre | Teletica |

| CS Cartaginés      | 1 - 0 | Universidad CR    | Estadio "Fello" Meza    | 13 de septiembre | Teletica |
| Pérez Zeledón      | 2 - 0 | Municipal Liberia | Estadio Keylor Navas    | 13 de septiembre | Teletica |
| Santos de Guápiles | 1 - 1 | CS Uruguay        | Estadio Ebal Rodríguez  | 13 de septiembre | Teletica |
| CS Herediano       | 3 - 0 | Limón FC          | Estadio Rosabal Cordero | 13 de septiembre | Repretel |
| Deportivo Saprissa | 1 - 2 | LD Alajuelense    | Estadio Saprissa        | 13 de septiembre | Teletica |
| AD Carmelita       | 2 - 1 | Belén FC          | Estadio Morera Soto     | 14 de septiembre | [[]]     |

| Deportivo Saprissa | 3 - 0 | Limón FC           | Estadio Saprissa        | 20 de septiembre | Teletica |
| Universidad de CR  | 0 - 4 | LD Alajuelense     | Estadio Nacional        | 20 de septiembre | Repretel |
| Pérez Zeledón      | 2 - 2 | Belén FC           | Estadio Keylor Navas    | 20 de septiembre | Teletica |
| CS Cartaginés      | 2 - 1 | Municipal Liberia  | Estadio "Fello" Meza    | 20 de septiembre | Teletica |
| CS Herediano       | 0 - 0 | Santos de Guápiles | Estadio Rosabal Cordero | 20 de septiembre | Repretel |
| AD Carmelita       | 1 - 0 | CS Uruguay         | Estadio Morera Soto     | 21 de septiembre | [[]]     |

| Belén FC           | 0 - 2 | CS Herediano       | Estadio Rosabal Cordero           | 26 de septiembre | Repretel |
| Municipal Liberia  | 1 - 1 | Deportivo Saprissa | Estadio Edgardo Baltodano Briceño | 27 de septiembre | Teletica |
| Limón FC           | 4 - 4 | Pérez Zeledón      | Estadio Juan Gobán                | 27 de septiembre | Repretel |
| CS Uruguay         | 2 - 2 | Universidad de CR  | Estadio El Labrador               | 27 de septiembre | Repretel |
| Santos de Guápiles | 1 - 1 | AD Carmelita       | Estadio Ebal Rodríguez            | 27 de septiembre | Teletica |
| LD Alajuelense     | 3 - 0 | CS Cartaginés      | Estadio Morera Soto               | 27 de septiembre | Repretel |

| CS Uruguay         | 2 - 0 | LD Alajuelense     | Estadio El Labrador  | 3 de octubre   | Repretel |
| AD Carmelita       | 1 - 0 | CS Herediano       | Estadio Morera Soto  | 4 de octubre   | [[]]     |
| Pérez Zeledón      | 1 - 3 | Santos de Guápiles | Estadio Keylor Navas | 4 de octubre   | Teletica |
| Universidad de CR  | 6 - 0 | Municipal Liberia  | Estadio Ecológico    | 4 de octubre   | Repretel |
| CS Cartaginés      | 3 - 1 | Limón FC           | Estadio "Fello" Meza | 4 de octubre   | Teletica |
| Deportivo Saprissa | 3 - 0 | Belén FC           | Estadio Nacional     | 2 de diciembre | Teletica |

| CS Herediano       | 6 - 1 | CS Uruguay         | Estadio Rosabal Cordero           | 11 de octubre   | Repretel |
| Limón FC           | 2 - 0 | Universidad de CR  | Estadio Juan Gobán                | 11 de octubre   | Repretel |
| AD Carmelita       | 1 - 1 | Pérez Zeledón      | Estadio Morera Soto               | 11 de octubre   | [[]]     |
| Belén FC           | 1 - 2 | CS Cartaginés      | Estadio Rosabal Cordero           | 11 de octubre   | Repretel |
| Municipal Liberia  | 2 - 2 | LD Alajuelense     | Estadio Edgardo Baltodano Briceño | 21 de octubre   | Teletica |
| Santos de Guápiles | 0 - 4 | Deportivo Saprissa | Estadio Ebal Rodríguez            | 22 de noviembre | Teletica |

| Universidad CR     | 2 - 0 | Belén FC           | Estadio Ecológico    | 14 de octubre   | Repretel |
| CS Cartaginés      | 0 - 0 | Santos de Guápiles | Estadio "Fello" Meza | 14 de octubre   | Teletica |
| CS Uruguay         | 1 - 1 | Municipal Liberia  | Estadio El Labrador  | 14 de octubre   | Repretel |
| Deportivo Saprissa | 3 - 0 | AD Carmelita       | Estadio Saprissa     | 25 de noviembre | Teletica |
| LD Alajuelense     | 1 - 1 | Limón FC           | Estadio Morera Soto  | 25 de noviembre | Repretel |
| Pérez Zeledón      | 0 - 3 | CS Herediano       | Estadio Keylor Navas | 6 de diciembre  | Teletica |

| CS Herediano       | 0 - 0 | Deportivo Saprissa | Estadio Rosabal Cordero | 17 de octubre | Repretel |
| Pérez Zeledón      | 1 - 1 | CS Uruguay         | Estadio Keylor Navas    | 18 de octubre | Teletica |
| Limón FC           | 5 - 0 | Municipal Liberia  | Estadio Juan Gobán      | 18 de octubre | Repretel |
| Santos de Guápiles | 2 - 2 | Universidad CR     | Estadio Ebal Rodríguez  | 18 de octubre | Teletica |
| Belén FC           | 1 - 5 | LD Alajuelense     | Estadio Rosabal Cordero | 18 de octubre | Repretel |
| AD Carmelita       | 1 - 2 | CS Cartaginés      | Estadio Morera Soto     | 19 de octubre | [[]]     |

| CS Uruguay         | 3 - 3 | Limón FC           | Estadio El Labrador               | 24 de octubre | Repretel |
| CS Cartaginés      | 0 - 2 | CS Herediano       | Estadio "Fello" Meza              | 24 de octubre | Teletica |
| Universidad CR     | 1 - 0 | AD Carmelita       | Estadio Ecológico                 | 25 de octubre | Repretel |
| Deportivo Saprissa | 5 - 0 | Pérez Zeledón      | Estadio Saprissa                  | 25 de octubre | Teletica |
| Municipal Liberia  | 2 - 3 | Belén FC           | Estadio Edgardo Baltodano Briceño | 25 de octubre | Teletica |
| LD Alajuelense     | 3 - 0 | Santos de Guápiles | Estadio Morera Soto               | 25 de octubre | Repretel |

| Santos de Guápiles | 2 - 0 | Municipal Liberia | Estadio Ebal Rodríguez  | 28 de octubre | Teletica  |
| Pérez Zeledón      | 0 - 2 | CS Cartaginés     | Estadio Keylor Navas    | 28 de octubre | Teletica  |
| CS Herediano       | 1 - 2 | Universidad CR    | Estadio Rosabal Cordero | 28 de octubre | Repretel  |
| Deportivo Saprissa | 3 - 1 | CS Uruguay        | Estadio Saprissa        | 28 de octubre | Teletica  |
| AD Carmelita       | 0 - 2 | LD Alajuelense    | Estadio Morera Soto     | 28 de octubre | ExtraTV42 |
| Belén FC           | 2 - 2 | Limón FC          | Estadio Rosabal Cordero | 29 de octubre | Repretel  |

| CS Cartaginés     | 3 - 3 | Deportivo Saprissa | Estadio "Fello" Meza              | 1 de noviembre | Teletica |
| LD Alajuelense    | 2 - 3 | CS Herediano       | Estadio Nacional                  | 1 de noviembre | Repretel |
| Universidad CR    | 0 - 1 | Pérez Zeledón      | Estadio Ecológico                 | 1 de noviembre | Repretel |
| Limón FC          | 2 - 2 | Santos de Guápiles | Estadio Juan Gobán                | 1 de noviembre | Repretel |
| Municipal Liberia | 5 - 0 | AD Carmelita       | Estadio Edgardo Baltodano Briceño | 1 de noviembre | Teletica |
| CS Uruguay        | 1 - 2 | Belén FC           | Estadio El Labrador               | 1 de noviembre | Repretel |

| Santos de Guápiles | 3 - 1 | Belén FC          | Estadio Ebal Rodríguez  | 4 de noviembre  | Teletica  |
| AD Carmelita       | 1 - 2 | Limón FC          | Estadio Morera Soto     | 4 de noviembre  | ExtraTV42 |
| Deportivo Saprissa | 1 - 0 | Universidad CR    | Estadio Saprissa        | 4 de noviembre  | Teletica  |
| CS Herediano       | 4 - 0 | Municipal Liberia | Estadio Rosabal Cordero | 4 de noviembre  | Repretel  |
| Pérez Zeledón      | 2 - 7 | LD Alajuelense    | Estadio Keylor Navas    | 22 de noviembre | Teletica  |
| CS Cartaginés      | 2 - 1 | CS Uruguay        | Estadio "Fello" Meza    | 6 de diciembre  | Teletica  |

| CS Uruguay        | 1 - 2 | Santos de Guápiles | Estadio El Labrador       | 7 de noviembre | Repretel |
| Municipal Liberia | 2 - 1 | Pérez Zeledón      | Estadio Edgardo Baltodano | 8 de noviembre | Teletica |
| LD Alajuelense    | 1 - 0 | Deportivo Saprissa | Estadio Nacional          | 8 de noviembre | Repretel |
| Universidad CR    | 1 - 2 | CS Cartaginés      | Estadio Ecológico         | 8 de noviembre | Teletica |
| Limón FC          | 1 - 0 | CS Herediano       | Estadio Juan Gobán        | 8 de noviembre | Repretel |
| Belén FC          | 0 - 0 | AD Carmelita       | Estadio Rosabal Cordero   | 8 de noviembre | Repretel |

| Municipal Liberia  | 3 - 2 | CS Cartaginés      | Estadio Edgardo Baltodano | 15 de noviembre | Teletica |
| Belén FC           | 0 - 1 | Pérez Zeledón      | Estadio Rosabal Cordero   | 15 de noviembre | Repretel |
| CS Uruguay         | 2 - 0 | AD Carmelita       | Estadio El Labrador       | 15 de noviembre | Repretel |
| Santos de Guápiles | 0 - 3 | CS Herediano       | Estadio Ebal Rodríguez    | 29 de noviembre | Teletica |
| LD Alajuelense     | 1 - 3 | Universidad CR     | Estadio Morera Soto       | 29 de noviembre | Repretel |
| Limón FC           | 2 - 1 | Deportivo Saprissa | Estadio Juan Gobán        | 6 de diciembre  | Repretel |

| Universidad de CR  | 2 - 0 | CS Uruguay         | Estadio Ecológico       | 9 de diciembre | Teletica  |
| AD Carmelita       | 0 - 1 | Santos de Guápiles | Estadio Morera Soto     | 9 de diciembre | ExtraTV42 |
| Deportivo Saprissa | 5 - 0 | Municipal Liberia  | Estadio Saprissa        | 9 de diciembre | Teletica  |
| CS Herediano       | 0 - 1 | Belén FC           | Estadio Rosabal Cordero | 9 de diciembre | Repretel  |
| Pérez Zeledón      | 1 - 2 | Limón FC           | Estadio Keylor Navas    | 9 de diciembre | Teletica  |
| CS Cartaginés      | 1 - 1 | LD Alajuelense     | Estadio "Fello" Meza    | 9 de diciembre | Teletica  |

### Resumen de Resultados
| Local / Visita     | ADC   | BEL   | CSC   | CSH   | CSU   | SAP   | LDA   | LFC   | MPZ   | LIB   | SG    | UCR   |
| ------------------ | ----- | ----- | ----- | ----- | ----- | ----- | ----- | ----- | ----- | ----- | ----- | ----- |
| AD Carmelita       |       | 2 - 1 | 1 - 2 | 1 - 0 | 1 - 0 | 0 - 3 | 0 - 2 | 1 - 2 | 1 - 1 | 1 - 0 | 0 - 1 | 1 - 0 |
| Belén FC           | 0 - 0 |       | 1 - 2 | 0 - 1 | 1 - 1 | 0 - 2 | 1 - 5 | 2 - 2 | 0 - 1 | 1 - 1 | 5 - 1 | 3 - 2 |
| Cartaginés         | 1 - 1 | 2 - 1 |       | 0 - 2 | 2 - 1 | 3 - 3 | 1 - 1 | 3 - 1 | 1 - 1 | 2 - 1 | 0 - 0 | 1 - 0 |
| Herediano          | 2 - 0 | 1 - 2 | 2 - 0 |       | 3 - 1 | 0 - 0 | 0 - 0 | 2 - 0 | 1 - 0 | 3 - 0 | 2 - 2 | 0 - 2 |
| CS Uruguay         | 2 - 0 | 1 - 2 | 2 - 0 | 0 - 1 |       | 2 - 0 | 2 - 0 | 3 - 3 | 4 - 3 | 1 - 1 | 1 - 2 | 2 - 2 |
| Dep. Saprissa      | 3 - 0 | 3 - 0 | 2 - 3 | 0 - 0 | 3 - 1 |       | 1 - 2 | 3 - 0 | 5 - 0 | 5 - 0 | 2 - 2 | 1 - 0 |
| Alajuelense        | 3 - 0 | 0 - 0 | 3 - 0 | 2 - 3 | 3 - 0 | 1 - 0 |       | 1 - 1 | 1 - 0 | 1 - 1 | 2 - 0 | 1 - 3 |
| Limón FC           | 1 - 0 | 4 - 1 | 2 - 2 | 2 - 1 | 1 - 0 | 2 - 1 | 0 - 2 |       | 4 - 4 | 5 - 0 | 2 - 2 | 2 - 0 |
| Pérez Zeledón      | 1 - 1 | 2 - 2 | 0 - 2 | 0 - 2 | 1 - 1 | 0 - 1 | 2 - 7 | 1 - 2 |       | 2 - 0 | 1 - 3 | 0 - 3 |
| Municipal Liberia  | 5 - 0 | 2 - 3 | 3 - 2 | 1 - 3 | 0 - 1 | 1 - 1 | 2 - 2 | 0 - 0 | 2 - 1 |       | 3 - 0 | 2 - 0 |
| Santos de Guápiles | 1 - 1 | 3 - 1 | 3 - 0 | 0 - 1 | 1 - 1 | 0 - 4 | 0 - 2 | 4 - 2 | 1 - 0 | 2 - 0 |       | 2 - 2 |
| Club de Fútbol UCR | 1 - 0 | 2 - 0 | 1 - 2 | 2 - 1 | 2 - 0 | 2 - 2 | 0 - 1 | 0 - 1 | 0 - 1 | 6 - 0 | 0 - 2 |       |

|  |                |
|  | Victoria Local |

|  |        |
|  | Empate |

|  |                    |
|  | Victoria Visitante |

## Fase Final
|  | Semifinales              | Semifinales              | Semifinales              | Semifinales              | Semifinales              |   |             | Final                | Final                | Final                | Final                | Final                |  |
|  | 13, 16 y 17 de diciembre | 13, 16 y 17 de diciembre | 13, 16 y 17 de diciembre | 13, 16 y 17 de diciembre | 13, 16 y 17 de diciembre |   |             | 20 y 23 de diciembre | 20 y 23 de diciembre | 20 y 23 de diciembre | 20 y 23 de diciembre | 20 y 23 de diciembre |  |
|  |                          |                          |                          |                          |                          |   |             |                      |                      |                      |                      |                      |  |
|  |                          |                          |                          |                          |                          |   |             |                      |                      |                      |                      |                      |  |
|  | 1                        | Alajuelense              | 0                        | 3                        | 3                        |   |             |                      |                      |                      |                      |                      |  |
|  | 1                        | Alajuelense              | 0                        | 3                        | 3                        |   |             |                      |                      |                      |                      |                      |  |
|  | 4                        | Limón                    | 0                        | 0                        | 0                        |   |             |                      |                      |                      |                      |                      |  |
|  | 4                        | Limón                    | 0                        | 0                        | 0                        |   | Alajuelense | Alajuelense          | 0                    | 1                    | 1                    |                      |  |
|  |                          |                          |                          |                          |                          |   | Alajuelense | Alajuelense          | 0                    | 1                    | 1                    |                      |  |
|  |                          |                          | Deportivo Saprissa       | Deportivo Saprissa       | 2                        | 2 | 4           |                      |                      |                      |                      |                      |  |
|  | 2                        | Herediano                | Deportivo Saprissa       | Deportivo Saprissa       | 2                        | 2 | 4           | 0                    | 2                    | 2                    |                      |                      |  |
|  | 2                        | Herediano                |                          |                          |                          |   |             | 0                    | 2                    | 2                    |                      |                      |  |
|  | 3                        | Deportivo Saprissa       | 3                        | 0                        | 3                        |   |             |                      |                      |                      |                      |                      |  |
|  | 3                        | Deportivo Saprissa       | 3                        | 0                        | 3                        |   |             |                      |                      |                      |                      |                      |  |
|  |                          |                          |                          |                          |                          |   |             |                      |                      |                      |                      |                      |  |

### Partidos de Semifinales
Semifinal 1
| 13 de diciembre de 2015 14:00 hs. | Limón | 0:0 | Alajuelense | Estadio Juan Gobán, Limón |  |
|                                   |       |     |             | Árbitro(s): Hugo Cruz     |  |

| 16 de diciembre de 2015 20:00 hs. | Alajuelense                             | 3:0 (1:0) | Limón | Estadio Alejandro Morera Soto, Alajuela |                            |
|                                   | Ortiz 22' · Rodríguez 47' · Guevara 69' |           |       | Árbitro(s): Randall Poveda              | Árbitro(s): Randall Poveda |

Semifinal 2
| 13 de diciembre de 2015 17:00 hs. | Deportivo Saprissa            | 3:0 (2:0) | Herediano | Estadio Ricardo Saprissa, Tibás |                             |
|                                   | Colindres 9' · Angulo 32' 71' |           |           | Árbitro(s): Ricardo Montero     | Árbitro(s): Ricardo Montero |

| 17 de diciembre de 2015 20:00 hs. | Herediano                  | 2:0 (0:0) | Deportivo Saprissa | Estadio Eladio Rosabal Cordero, Heredia |                            |
|                                   | Hansen 50' · Condega 90+2' |           |                    | Árbitro(s): Henry Bejarano              | Árbitro(s): Henry Bejarano |

#### Final Ida
| 1     | POR   | Danny Carvajal   |     |
| 13    | DEF   | Adolfo Machado   |     |
| 5     | DEF   | Francisco Calvo  |     |
| 4     | DEF   | Andrés Imperiale | 70' |
| 9     | DEF   | Hansell Arauz    |     |
| 11    | MED   | Marvin Angulo    | 80' |
| 23    | MED   | Juan Bustos      | 85' |
| 20    | MED   | Néstor Monge     |     |
| 30    | DEL   | Ulises Segura    |     |
| 14    | DEL   | Ariel Rodríguez  |     |
| 26    | DEL   | Daniel Colindres |     |
| D. T. | D. T. | Carlos Watson    |     |

| 1     | POR   | Patrick Pemberton    |     |
| 29    | DEF   | Javier Loaiza        |     |
| 12    | DEF   | Johnny Acosta        |     |
| 4     | DEF   | Kenner Gutiérrez     |     |
| 17    | DEF   | Osvaldo Rodríguez    | 75' |
| 22    | MED   | Ronald Matarrita     |     |
| 13    | MED   | Luis Miguel Valle    | 69' |
| 26    | MED   | Ariel Rodríguez      |     |
| 16    | MED   | Allen Guevara        |     |
| 21    | DEL   | José Guillermo Ortiz | 69' |
| 19    | DEL   | Jonathan McDonald    |     |
| D. T. | D. T. | Hernán Torres        |     |

| 12 | Defensa        | Joseph Mora    | 70' |
| 13 | Centrocampista | Sergio Córdoba | 80' |
| 14 | Delantero      | David Ramírez  | 85' |

| 13 | Centrocampista | Carlos Discua  | 69' |
| 14 | Delantero      | Andrés Lezcano | 69' |
| 12 | Centrocampista | Diego Calvo    | 75' |

| 58' · 68' | Francisco Calvo | 1:0 2:0 |

| 33' · 64' · 90' | Andrés Imperiale Néstor Monge Joseph Mora |

| Principal  | Hugo Cruz        |
| Asistentes | Warner Castro    |
|            | Mauricio Córdoba |
| Cuarto     | Allen Quirós     |

|                    |     |     |
| Tiros              | 17  | 12  |
| Tiros a puerta     | 8   | 3   |
| Faltas             | 18  | 12  |
| Saques de esquina  | 17  | 5   |
| Penaltis           | 0   | 0   |
| Fueras de juego    | 2   | 0   |
| Posesión del balón | 54% | 46% |

| Alineación inicial |

| 1     | POR   | Danny Carvajal   |     |
| 13    | DEF   | Adolfo Machado   |     |
| 5     | DEF   | Francisco Calvo  |     |
| 4     | DEF   | Andrés Imperiale | 70' |
| 9     | DEF   | Hansell Arauz    |     |
| 11    | MED   | Marvin Angulo    | 80' |
| 23    | MED   | Juan Bustos      | 85' |
| 20    | MED   | Néstor Monge     |     |
| 30    | DEL   | Ulises Segura    |     |
| 14    | DEL   | Ariel Rodríguez  |     |
| 26    | DEL   | Daniel Colindres |     |
| D. T. | D. T. | Carlos Watson    |     |

| 1     | POR   | Patrick Pemberton    |     |
| 29    | DEF   | Javier Loaiza        |     |
| 12    | DEF   | Johnny Acosta        |     |
| 4     | DEF   | Kenner Gutiérrez     |     |
| 17    | DEF   | Osvaldo Rodríguez    | 75' |
| 22    | MED   | Ronald Matarrita     |     |
| 13    | MED   | Luis Miguel Valle    | 69' |
| 26    | MED   | Ariel Rodríguez      |     |
| 16    | MED   | Allen Guevara        |     |
| 21    | DEL   | José Guillermo Ortiz | 69' |
| 19    | DEL   | Jonathan McDonald    |     |
| D. T. | D. T. | Hernán Torres        |     |

| 12 | Defensa        | Joseph Mora    | 70' |
| 13 | Centrocampista | Sergio Córdoba | 80' |
| 14 | Delantero      | David Ramírez  | 85' |

| 13 | Centrocampista | Carlos Discua  | 69' |
| 14 | Delantero      | Andrés Lezcano | 69' |
| 12 | Centrocampista | Diego Calvo    | 75' |

| 58' · 68' | Francisco Calvo | 1:0 2:0 |

| 33' · 64' · 90' | Andrés Imperiale Néstor Monge Joseph Mora |

| Principal  | Hugo Cruz        |
| Asistentes | Warner Castro    |
|            | Mauricio Córdoba |
| Cuarto     | Allen Quirós     |

|                    |     |     |
| Tiros              | 17  | 12  |
| Tiros a puerta     | 8   | 3   |
| Faltas             | 18  | 12  |
| Saques de esquina  | 17  | 5   |
| Penaltis           | 0   | 0   |
| Fueras de juego    | 2   | 0   |
| Posesión del balón | 54% | 46% |

| Alineación inicial |

| 1     | POR   | Danny Carvajal   |     |
| 13    | DEF   | Adolfo Machado   |     |
| 5     | DEF   | Francisco Calvo  |     |
| 4     | DEF   | Andrés Imperiale | 70' |
| 9     | DEF   | Hansell Arauz    |     |
| 11    | MED   | Marvin Angulo    | 80' |
| 23    | MED   | Juan Bustos      | 85' |
| 20    | MED   | Néstor Monge     |     |
| 30    | DEL   | Ulises Segura    |     |
| 14    | DEL   | Ariel Rodríguez  |     |
| 26    | DEL   | Daniel Colindres |     |
| D. T. | D. T. | Carlos Watson    |     |

| 1     | POR   | Patrick Pemberton    |     |
| 29    | DEF   | Javier Loaiza        |     |
| 12    | DEF   | Johnny Acosta        |     |
| 4     | DEF   | Kenner Gutiérrez     |     |
| 17    | DEF   | Osvaldo Rodríguez    | 75' |
| 22    | MED   | Ronald Matarrita     |     |
| 13    | MED   | Luis Miguel Valle    | 69' |
| 26    | MED   | Ariel Rodríguez      |     |
| 16    | MED   | Allen Guevara        |     |
| 21    | DEL   | José Guillermo Ortiz | 69' |
| 19    | DEL   | Jonathan McDonald    |     |
| D. T. | D. T. | Hernán Torres        |     |

| 12 | Defensa        | Joseph Mora    | 70' |
| 13 | Centrocampista | Sergio Córdoba | 80' |
| 14 | Delantero      | David Ramírez  | 85' |

| 13 | Centrocampista | Carlos Discua  | 69' |
| 14 | Delantero      | Andrés Lezcano | 69' |
| 12 | Centrocampista | Diego Calvo    | 75' |

| 58' · 68' | Francisco Calvo | 1:0 2:0 |

| 33' · 64' · 90' | Andrés Imperiale Néstor Monge Joseph Mora |

| Principal  | Hugo Cruz        |
| Asistentes | Warner Castro    |
|            | Mauricio Córdoba |
| Cuarto     | Allen Quirós     |

|                    |     |     |
| Tiros              | 17  | 12  |
| Tiros a puerta     | 8   | 3   |
| Faltas             | 18  | 12  |
| Saques de esquina  | 17  | 5   |
| Penaltis           | 0   | 0   |
| Fueras de juego    | 2   | 0   |
| Posesión del balón | 54% | 46% |

| Alineación inicial |

| 1     | POR   | Danny Carvajal   |     |
| 13    | DEF   | Adolfo Machado   |     |
| 5     | DEF   | Francisco Calvo  |     |
| 4     | DEF   | Andrés Imperiale | 70' |
| 9     | DEF   | Hansell Arauz    |     |
| 11    | MED   | Marvin Angulo    | 80' |
| 23    | MED   | Juan Bustos      | 85' |
| 20    | MED   | Néstor Monge     |     |
| 30    | DEL   | Ulises Segura    |     |
| 14    | DEL   | Ariel Rodríguez  |     |
| 26    | DEL   | Daniel Colindres |     |
| D. T. | D. T. | Carlos Watson    |     |

| 1     | POR   | Patrick Pemberton    |     |
| 29    | DEF   | Javier Loaiza        |     |
| 12    | DEF   | Johnny Acosta        |     |
| 4     | DEF   | Kenner Gutiérrez     |     |
| 17    | DEF   | Osvaldo Rodríguez    | 75' |
| 22    | MED   | Ronald Matarrita     |     |
| 13    | MED   | Luis Miguel Valle    | 69' |
| 26    | MED   | Ariel Rodríguez      |     |
| 16    | MED   | Allen Guevara        |     |
| 21    | DEL   | José Guillermo Ortiz | 69' |
| 19    | DEL   | Jonathan McDonald    |     |
| D. T. | D. T. | Hernán Torres        |     |

| 12 | Defensa        | Joseph Mora    | 70' |
| 13 | Centrocampista | Sergio Córdoba | 80' |
| 14 | Delantero      | David Ramírez  | 85' |

| 13 | Centrocampista | Carlos Discua  | 69' |
| 14 | Delantero      | Andrés Lezcano | 69' |
| 12 | Centrocampista | Diego Calvo    | 75' |

| 58' · 68' | Francisco Calvo | 1:0 2:0 |

| 33' · 64' · 90' | Andrés Imperiale Néstor Monge Joseph Mora |

| Principal  | Hugo Cruz        |
| Asistentes | Warner Castro    |
|            | Mauricio Córdoba |
| Cuarto     | Allen Quirós     |

|                    |     |     |
| Tiros              | 17  | 12  |
| Tiros a puerta     | 8   | 3   |
| Faltas             | 18  | 12  |
| Saques de esquina  | 17  | 5   |
| Penaltis           | 0   | 0   |
| Fueras de juego    | 2   | 0   |
| Posesión del balón | 54% | 46% |

| Alineación inicial |

#### Final Vuelta
| 1     | POR   | Patrick Pemberton    |     |
| 29    | DEF   | Javier Loaiza        | 60' |
| 12    | DEF   | Johnny Acosta        |     |
| 22    | DEF   | Ronald Matarrita     |     |
| 5     | DEF   | Ariel Soto           |     |
| 10    | MED   | Carlos Discua        | 59' |
| 13    | MED   | Luis Miguel Valle    | 45' |
| 26    | MED   | Ariel Rodríguez      |     |
| 16    | MED   | Allen Guevara        |     |
| 21    | DEL   | José Guillermo Ortiz |     |
| 19    | DEL   | Jonathan McDonald    |     |
| D. T. | D. T. | Hernán Torres        |     |

| 1     | POR   | Danny Carvajal   |     |
| 13    | DEF   | Adolfo Machado   |     |
| 5     | DEF   | Francisco Calvo  |     |
| 4     | DEF   | Andrés Imperiale |     |
| 9     | DEF   | Hansell Arauz    |     |
| 11    | MED   | Marvin Angulo    | 75' |
| 23    | MED   | Juan Bustos      | 60' |
| 20    | MED   | Néstor Monge     |     |
| 30    | DEL   | Ulises Segura    |     |
| 14    | DEL   | Ariel Rodríguez  | 70' |
| 26    | DEL   | Daniel Colindres |     |
| D. T. | D. T. | Carlos Watson    |     |

| 12 | Delantero      | Andrés Lezcano | 45' |
| 13 | Centrocampista | Pablo Gabas    | 59' |
| 14 | Centrocampista | Armando Alonso | 60' |

| 12 | Centrocampista | Sergio Córdoba | 60' |
| 13 | Delantero      | David Ramírez  | 70' |
| 14 | Delantero      | Deyver Vega    | 75' |

| 64' | Jonathan McDonald | 1-1 |

| 22' · 70' | Andrés Imperiale Daniel Colindres | 0-1 1-2 |

| 6' · 15' · 56' · 74' · 90' | Ariel Soto Allen Guevara Patrick Pemberton Jonathan McDonald Ronald Matarrita |

| 1' · 18' · 33' · 78' | Ariel Rodríguez Marvin Angulo Néstor Monge Danny Carvajal |

| 44' | Ariel Soto |

| Principal  | Henry Bejarano |
| Asistentes | Octavio Jara   |
|            | Osvaldo Luna   |
| Cuarto     | Randall Poveda |

|                    |     |     |
| Tiros              | 6   | 5   |
| Tiros a puerta     | 2   | 3   |
| Faltas             | 18  | 8   |
| Saques de esquina  | 7   | 6   |
| Penaltis           | 0   | 0   |
| Fueras de juego    | 3   | 1   |
| Posesión del balón | 47% | 53% |

| Alineación inicial |

| 1     | POR   | Patrick Pemberton    |     |
| 29    | DEF   | Javier Loaiza        | 60' |
| 12    | DEF   | Johnny Acosta        |     |
| 22    | DEF   | Ronald Matarrita     |     |
| 5     | DEF   | Ariel Soto           |     |
| 10    | MED   | Carlos Discua        | 59' |
| 13    | MED   | Luis Miguel Valle    | 45' |
| 26    | MED   | Ariel Rodríguez      |     |
| 16    | MED   | Allen Guevara        |     |
| 21    | DEL   | José Guillermo Ortiz |     |
| 19    | DEL   | Jonathan McDonald    |     |
| D. T. | D. T. | Hernán Torres        |     |

| 1     | POR   | Danny Carvajal   |     |
| 13    | DEF   | Adolfo Machado   |     |
| 5     | DEF   | Francisco Calvo  |     |
| 4     | DEF   | Andrés Imperiale |     |
| 9     | DEF   | Hansell Arauz    |     |
| 11    | MED   | Marvin Angulo    | 75' |
| 23    | MED   | Juan Bustos      | 60' |
| 20    | MED   | Néstor Monge     |     |
| 30    | DEL   | Ulises Segura    |     |
| 14    | DEL   | Ariel Rodríguez  | 70' |
| 26    | DEL   | Daniel Colindres |     |
| D. T. | D. T. | Carlos Watson    |     |

| 12 | Delantero      | Andrés Lezcano | 45' |
| 13 | Centrocampista | Pablo Gabas    | 59' |
| 14 | Centrocampista | Armando Alonso | 60' |

| 12 | Centrocampista | Sergio Córdoba | 60' |
| 13 | Delantero      | David Ramírez  | 70' |
| 14 | Delantero      | Deyver Vega    | 75' |

| 64' | Jonathan McDonald | 1-1 |

| 22' · 70' | Andrés Imperiale Daniel Colindres | 0-1 1-2 |

| 6' · 15' · 56' · 74' · 90' | Ariel Soto Allen Guevara Patrick Pemberton Jonathan McDonald Ronald Matarrita |

| 1' · 18' · 33' · 78' | Ariel Rodríguez Marvin Angulo Néstor Monge Danny Carvajal |

| 44' | Ariel Soto |

| Principal  | Henry Bejarano |
| Asistentes | Octavio Jara   |
|            | Osvaldo Luna   |
| Cuarto     | Randall Poveda |

|                    |     |     |
| Tiros              | 6   | 5   |
| Tiros a puerta     | 2   | 3   |
| Faltas             | 18  | 8   |
| Saques de esquina  | 7   | 6   |
| Penaltis           | 0   | 0   |
| Fueras de juego    | 3   | 1   |
| Posesión del balón | 47% | 53% |

| Alineación inicial |

| 1     | POR   | Patrick Pemberton    |     |
| 29    | DEF   | Javier Loaiza        | 60' |
| 12    | DEF   | Johnny Acosta        |     |
| 22    | DEF   | Ronald Matarrita     |     |
| 5     | DEF   | Ariel Soto           |     |
| 10    | MED   | Carlos Discua        | 59' |
| 13    | MED   | Luis Miguel Valle    | 45' |
| 26    | MED   | Ariel Rodríguez      |     |
| 16    | MED   | Allen Guevara        |     |
| 21    | DEL   | José Guillermo Ortiz |     |
| 19    | DEL   | Jonathan McDonald    |     |
| D. T. | D. T. | Hernán Torres        |     |

| 1     | POR   | Danny Carvajal   |     |
| 13    | DEF   | Adolfo Machado   |     |
| 5     | DEF   | Francisco Calvo  |     |
| 4     | DEF   | Andrés Imperiale |     |
| 9     | DEF   | Hansell Arauz    |     |
| 11    | MED   | Marvin Angulo    | 75' |
| 23    | MED   | Juan Bustos      | 60' |
| 20    | MED   | Néstor Monge     |     |
| 30    | DEL   | Ulises Segura    |     |
| 14    | DEL   | Ariel Rodríguez  | 70' |
| 26    | DEL   | Daniel Colindres |     |
| D. T. | D. T. | Carlos Watson    |     |

| 12 | Delantero      | Andrés Lezcano | 45' |
| 13 | Centrocampista | Pablo Gabas    | 59' |
| 14 | Centrocampista | Armando Alonso | 60' |

| 12 | Centrocampista | Sergio Córdoba | 60' |
| 13 | Delantero      | David Ramírez  | 70' |
| 14 | Delantero      | Deyver Vega    | 75' |

| 64' | Jonathan McDonald | 1-1 |

| 22' · 70' | Andrés Imperiale Daniel Colindres | 0-1 1-2 |

| 6' · 15' · 56' · 74' · 90' | Ariel Soto Allen Guevara Patrick Pemberton Jonathan McDonald Ronald Matarrita |

| 1' · 18' · 33' · 78' | Ariel Rodríguez Marvin Angulo Néstor Monge Danny Carvajal |

| 44' | Ariel Soto |

| Principal  | Henry Bejarano |
| Asistentes | Octavio Jara   |
|            | Osvaldo Luna   |
| Cuarto     | Randall Poveda |

|                    |     |     |
| Tiros              | 6   | 5   |
| Tiros a puerta     | 2   | 3   |
| Faltas             | 18  | 8   |
| Saques de esquina  | 7   | 6   |
| Penaltis           | 0   | 0   |
| Fueras de juego    | 3   | 1   |
| Posesión del balón | 47% | 53% |

| Alineación inicial |

| 1     | POR   | Patrick Pemberton    |     |
| 29    | DEF   | Javier Loaiza        | 60' |
| 12    | DEF   | Johnny Acosta        |     |
| 22    | DEF   | Ronald Matarrita     |     |
| 5     | DEF   | Ariel Soto           |     |
| 10    | MED   | Carlos Discua        | 59' |
| 13    | MED   | Luis Miguel Valle    | 45' |
| 26    | MED   | Ariel Rodríguez      |     |
| 16    | MED   | Allen Guevara        |     |
| 21    | DEL   | José Guillermo Ortiz |     |
| 19    | DEL   | Jonathan McDonald    |     |
| D. T. | D. T. | Hernán Torres        |     |

| 1     | POR   | Danny Carvajal   |     |
| 13    | DEF   | Adolfo Machado   |     |
| 5     | DEF   | Francisco Calvo  |     |
| 4     | DEF   | Andrés Imperiale |     |
| 9     | DEF   | Hansell Arauz    |     |
| 11    | MED   | Marvin Angulo    | 75' |
| 23    | MED   | Juan Bustos      | 60' |
| 20    | MED   | Néstor Monge     |     |
| 30    | DEL   | Ulises Segura    |     |
| 14    | DEL   | Ariel Rodríguez  | 70' |
| 26    | DEL   | Daniel Colindres |     |
| D. T. | D. T. | Carlos Watson    |     |

| 12 | Delantero      | Andrés Lezcano | 45' |
| 13 | Centrocampista | Pablo Gabas    | 59' |
| 14 | Centrocampista | Armando Alonso | 60' |

| 12 | Centrocampista | Sergio Córdoba | 60' |
| 13 | Delantero      | David Ramírez  | 70' |
| 14 | Delantero      | Deyver Vega    | 75' |

| 64' | Jonathan McDonald | 1-1 |

| 22' · 70' | Andrés Imperiale Daniel Colindres | 0-1 1-2 |

| 6' · 15' · 56' · 74' · 90' | Ariel Soto Allen Guevara Patrick Pemberton Jonathan McDonald Ronald Matarrita |

| 1' · 18' · 33' · 78' | Ariel Rodríguez Marvin Angulo Néstor Monge Danny Carvajal |

| 44' | Ariel Soto |

| Principal  | Henry Bejarano |
| Asistentes | Octavio Jara   |
|            | Osvaldo Luna   |
| Cuarto     | Randall Poveda |

|                    |     |     |
| Tiros              | 6   | 5   |
| Tiros a puerta     | 2   | 3   |
| Faltas             | 18  | 8   |
| Saques de esquina  | 7   | 6   |
| Penaltis           | 0   | 0   |
| Fueras de juego    | 3   | 1   |
| Posesión del balón | 47% | 53% |

| Alineación inicial |

|                    |
| Deportivo Saprissa |
| 32° título         |

## Estadísticas

### Máximos goleadores
Lista con los máximos goleadores de la FPD, * Datos según la página oficial de la competición.
| Pos. | Jugador                | Club               | Goles |
| ---- | ---------------------- | ------------------ | ----- |
| 1.°  | Ariel Rodríguez        | Deportivo Saprissa | 20    |
| 1.°  | Erick Scott            | Limón FC           | 18    |
| 2.°  | Alejandro Alpízar      | Uruguay            | 10    |
| 2.°  | Víctor Núnez Rodríguez | Santos             | 11    |
| 3.°  | Walter Silva           | CS Uruguay         | 9     |
| 3.°  | Leonardo Adams         | Belén FC           | 9     |
| 3.°  | Jonathan McDonald      | LD Alajuelense     | 8     |
| 4.°  | José Mena              | UCR                | 7     |
| 4.°  | Jonathan Hansen        | Herediano          | 7     |
| 4.°  | Carlos Discua          | LD Alajuelense     | 7     |
| 4.°  | Bryan López            | Belén FC           | 7     |
| 4.°  | José Guillermo Ortiz   | LD Alajuelense     | 6     |
| 4.°  | Eder Cruz              | Santos             | 6     |
| 4.°  | Fabrizio Ronchetti     | CS Cartaginés      | 6     |
| 4.°  | Cristhian Lagos        | CS Herediano       | 6     |
| 4.°  | Randall Brenes         | CS Cartaginés      | 6     |
| 6.°  | Weller Pereira         | Carmelita          | 5     |
| 6.°  | Randall Azofeifa       | Herediano          | 5     |
| 6.°  | Daniel Colindres       | Deportivo Saprissa | 5     |
| 6.°  | Josué Martínez         | UCR                | 5'    |
| 6.°  | Andrés Lezcano         | LD Alajuelense     | 5     |
| 6.°  | Irving Huertas         | Municipal Liberia  | 5     |
| 6.°  | Christian Bolaños      | Deportivo Saprissa | 5     |
| 6.°  | Kenny Cunningham       | Herediano          | 5     |
| 7.°  | Kareem McLean          | Limón FC           | 4     |
| 7.°  | Deyver Vega            | Deportivo Saprissa | 4     |
| 7.°  | Diego Díaz             | Limón FC           | 4     |
| 8.°  | Luis Stewart Pérez     | Pérez Zeledón      | 3     |
| 8.°  | Jameson Scott          | CS Cartaginés      | 3     |
| 8.°  | Walter Chevez          | Municipal Liberia  | 3     |

- Actualizado el:'2 de agosto'

### Tripletas o pókers
Aquí se encuentra la lista de tripletas o hat-tricks y póker de goles (en general, tres o más goles anotados por un jugador en un mismo encuentro) convertidos en la temporada.
| Pos. | Jugador         | Club               | Resultado | Rival             | Goles | Fecha |
| ---- | --------------- | ------------------ | --------- | ----------------- | ----- | ----- |
| 1.°  | Walter Silva    | CS Uruguay         | 4-3       | Pérez Zeledón     | 3     | 4°    |
| 2.°  | Víctor Núñez    | Santos             | 4-2       | Limón FC          | 3     | 7°    |
| 3.°  | Ariel Rodríguez | Deportivo Saprissa | 3-1       | CS Uruguay        | 3     | 17°   |
| 3.°  | Cristhian Lagos | CS Herediano       | 3-0       | Municipal Liberia | 3     | 19°   |

### Control de Tarjetas
Lista con el Control de Tarjetas de la FPD, * Datos según la página oficial de la competición.
| Jugador                        | Club               | Tarjeta | Tarjeta |
| ------------------------------ | ------------------ | ------- | ------- |
| Alvin Benneth                  | Limón FC           | 0       | 1       |
| Wilmer Azofeifa                | Santos de Guápiles | 0       | 1       |
| Jefry Montoya                  | Pérez Zeledón      | 0       | 1       |
| Jeikel Venegas                 | Pérez Zeledón      | 0       | 1       |
| Jeikel Medina                  | CS Uruguay         | 0       | 1       |
| Esteban Maitland               | Limón FC           | 0       | 1       |
| Kendrick Pinnock               | Limón FC           | 0       | 1       |
| Paolo Jiménez                  | CS Cartaginés      | 0       | 1       |
| Carlos Johnson                 | CS Cartaginés      | 0       | 1       |
| Kareem McLean                  | Limón FC           | 0       | 1       |
| José Varela                    | Belén FC           | 0       | 1       |
| Kenny Cunningham               | CS Herediano       | 0       | 1       |
| Pablo Rodríguez                | CS Uruguay         | 0       | 1       |
| Rudy Dawson                    | CS Uruguay         | 2       | 1       |
| Hansell Arauz                  | Deportivo Saprissa | 2       | 1       |
| Alejandro Alpizar              | CS Uruguay         | 2       | 1       |
| Carlos Mendez                  | UCR                | 0       | 1       |
| Keyner Brown                   | CS Herediano       | 2       | 1       |
| Jonathan Hansen                | CS Herediano       | 2       | 1       |
| David Guzmán                   | Deportivo Saprissa | 2       | 1       |
| Adolfo Machado                 | Deportivo Saprissa | 2       | 1       |
| Alejandro Aguilar (futbolista) | CS Cartaginés      | 2       | 1       |
| Dario Delgado                  | CS Cartaginés      | 0       | 1       |
| Juan Gabriel Guzmán            | CS Cartaginés      | 2       | 1       |

- Actualizado el:'29 de setiembre'

## Torneos
| Predecesor: Campeonato de Verano 2015 | Primera División de Costa Rica Campeonato de Invierno 2015 | Sucesor: Campeonato de Verano 2016 |